# Светски дан борбе против сиде
Светски дан борбе против сиде је међународни дан који се обележава 1. децембра, сваке године, почев од 1988. Тог дана се исказује подршка за људе који су ХИВ позитивни и чланове њихових породица и ради се на подизању свести о пандемији АИДС-а. Светски дан борбе против сиде је једна од 11 званичних глобалних кампања за јавно здравље које обележава Светска здравствена организација (СЗО). 
Синдром стечене имунодефицијенције (АИДС) је стање опасно по живот узроковано вирусом хумане имунодефицијенције (ХИВ). ХИВ вирус напада имуни систем пацијента и смањује његову отпорност на друге болести.
Од 2020. године, СИДА је убила између 27,2 милиона и 47,8 милиона људи широм света, а процењује се да 37,7 милиона људи живи са ХИВ-ом, што га чини једним од најважнијих глобалних проблема јавног здравља у историји. Захваљујући недавном побољшаном приступу антиретровирусном третману у многим регионима света, стопа смртности од епидемије АИДС-а смањена је за 64% од свог врхунца 2004. (1,9 милиона у 2004. у поређењу са 680 000 у 2020.)

## Историја
АИДС је први пут био идентификован у САД и у почетку је болест била окарактерисана као низ ретких инфекција и карцинома који утичу на имуни систем. Вирус одговоран за СИДУ, вирус хумане имунодефицијенције (ХИВ) су 1983. године идентификовали истраживачи Франсоаз Баре-Синуси и Лук Монтаније.
Светски дан борбе против АИДС-а су први пут осмислили у августу 1987. Џејмс В. Бун и Томас Нетер, два службеника за информисање јавности за Глобални програм о АИДС-у Светске здравствене организације у Женеви, Швајцарска. Тад је одлучено да прво обележавање Светског дана борбе против сиде буде 1. децембра 1988. године. 1. децембар је изабран за обележавање стратешки, без икаквог посебног значаја за сам датум, већ је препоручен у нади да ће максимизирати покривеност од стране западних медија, пошто је датум довољно дуго након америчких избора, али и пре божићних празника.
Заједнички програм Уједињених нација за ХИВ/АИДС (УНАИДС) почео је са радом 1996. године и преузео је планирање и промоцију Светског дана борбе против сиде. Уместо да се фокусира на један дан, УНАИДС је 1997. године створио Светску кампању за АИДС да се фокусира на комуникацију, превенцију и образовање током целе године. Од 2004. године Светска кампања за АИДС је постала независна организација.
Сваки актуелни папа од 1988. године објављује поздравну поруку за пацијенте и лекаре поводом Светског дана борбе против сиде.

## Тренутно стање
Према подацима УН за 2022. годину скоро 40 милиона људи широм света живи са ХИВ-ом, 1.3 милиона се новоинфицирало ХИВ-ом, а 630.000 људи је умрло од ове болести у 2022. години. Захваљујући високоактивној антиретровирусној терапији (ХААРТ) стопа смртности је смањена за 64%.
Светска здравствена заједница је поставила оптимистичан циљ да до 2030. године оконча епидемију вируса, иако је болест и даље неизлечива. 